# Linda Friday
Linda Friday lub Friday (ur. 14 lipca 1971 w Salem) – amerykańska aktorka filmów pornograficznych.

## Życiorys

### Wczesne lata
Urodziła się w Salem w stanie Oregon. Początkowo pracowała jako tancerka i manikiurzystka. Mając 19 lat chciała być w branży porno. W styczniu 2000 roku w wieku 29 lat chirurgicznie umieszczono jej implanty piersi.

### Kariera
Po tym jak skontaktowała się z redakcją magazynu Score, 27 listopada 2000 w Los Angeles wzięła udział w produkcji Extreme Associates Cock Smokers 25: Lot's a Cum! Lot's of Fun!! i na początku 2001 roku w scenie seksu analnego z Hitmanem w Big Tit Fantasies, Ass Clowns 2 i Anal University 9. Następnie występowała w ponad 200 filmach dla dorosłych pod pseudonimami: Holly, Ms. Friday, Mrs. Friday i Linda Friday.
Jej szczególnym znakiem rozpoznawczym jest tatuaż – wielka litera 'F' na wzgórku łonowym. W jednym z wywiadów Linda stwierdziła, że jej tatuaż pochodzi od angielskiego słowa F**king (pieprzyć).
Była mężatką w latach 1990-1995. W kwietniu 1996 wzięła ślub z punkiem i w październiku 1996 urodziła córkę. W 1999 roku rozwiodła się. W marcu 2003 po raz trzeci wyszła za mąż.

## Nagrody i nominacje
| Rok  | Nagroda    | Kategoria                              | Film                        | Inni wykonawcy                                 | Rezultat  |
| ---- | ---------- | -------------------------------------- | --------------------------- | ---------------------------------------------- | --------- |
| 2003 | AVN Award  | Najlepsza scena seksu samych dziewczyn | Still Up in This XXX (2002) | Alexis Amore                                   | Nominacja |
| 2003 | AVN Award  | Najlepsza scena seksu grupowego        | The Fashionistas 1 (2002)   | Taylor St. Clair, Sharon Wild i Rocco Siffredi | Wygrana   |
| 2003 | XRCO Award | Najlepsza scena seksu grupowego        | The Fashionistas 1 (2002)   | Taylor St. Clair, Sharon Wild i Rocco Siffredi | Wygrana   |
| 2004 | AVN Award  | Najlepsza scena seksu oralnego         | Blow Me Sandwich 3 (2003)   | Jon Dough i Trinity                            | Nominacja |